# Nguyễn Ngọc Loan

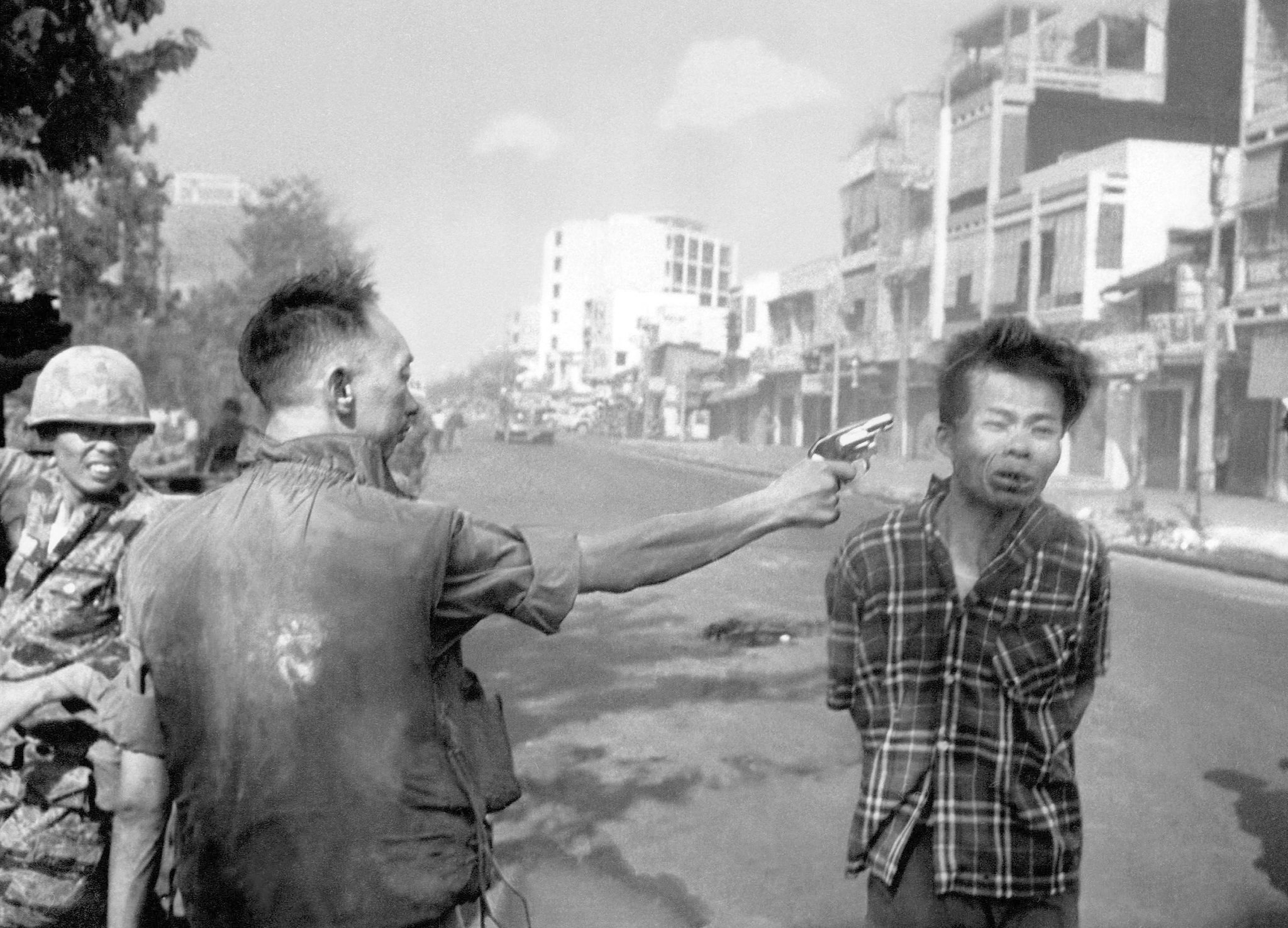
Moment egzekucji na zdjęciu Eddiego Adamsa (1968)

Nguyễn Ngọc Loan (ur. 11 grudnia 1930 w Huế, zm. 14 lipca 1998 w Burke) – południowowietnamski generał, szef policji.
Był jednym z 11 synów inżyniera-mechanika. Ukończył studia na uniwersytecie w Huế, następnie służył w Siłach Powietrznych Wietnamu Południowego.
1 lutego 1968 na ulicy w Huế zastrzelił schwytanego podczas Ofensywy Tết oficera Vietcongu Nguyễn Văn Léma. Według potwierdzonych informacji posiadanych przez wojsko Wietnamu Południowego, Lém zabił właśnie 34 osoby, w tym 24 cywilów. Żołnierze uchwycili go jednak i doprowadzili do generała brygady Nguyễn Ngọc Loana. Moment ten został uwieczniony na zdjęciu Eddiego Adamsa, uhonorowanym nagrodą Pulitzera.
Żonaty z Chính Mai. Pozostawił czworo dzieci.